# Valkó Arisztid
Valkó Arisztid (Budapest, 1905. január 29. – Budapest, 1988. június 7.) hivatalnok, művészettörténeti és zenetörténeti kutató, amatőr régész, Solymár múltjának egyik legjelentősebb kutatója. Nevéhez fűződik a solymári királyi vár romjainak feltárása, az általa fellelt régészeti leletekből és kutatási eredményeiből évtizedeken keresztül magánmúzeumot tartott fent a lakhelyéül szolgáló, akkor már „műemlék jellegű épület” címet viselő századfordulós villában.

## Élete
Az eperjesi származású Walkó (Valkó) László főtisztviselő és a ráckeresztúri születésű Zelenka Mária fiaként született. Családja a XX. század elején, 1906-ban költözött Solymárra, ahol a Nieger Károly festőművész által építtetett romantikus stílusú villát vásárolták meg. A család több tagja is élénken érdeklődött a művészetek iránt: apja a hivatalnoki munkája mellett bőrszobrászattal, öccse szobrászattal foglalkozott. Maga Valkó Arisztid jogi diplomát és doktorátust szerzett, ami mellett művészettörténetből is végbizonyítványt szerzett a bölcsészkaron, illetve zenetörténelmet is tanult Toldy Lászlónál. Felesége a bajai születésű Újlaky Margit (1914–2003) volt, aki az egyik alapítója lett a solymári zeneiskolának, illetve az otthonában is végzett zenetanítást. Rokonságban állt Henszlmann Imre művészettörténész-régésszel is.
Tizenévesen, 1924-ben jutott először tisztviselői álláshoz a vármegyénél, jogi diplomája megszerzése után pedig városi aljegyző lett Vácott (1936 és 1943 között töltötte be ezt a tisztséget). Ezt követően miniszteri titkári kinevezést kapott a Honvédelmi Minisztériumba, ahol fél tucatnyi kormány hasonló számú minisztere – elsőként nagybaconi Nagy Vilmos – mellett dolgozhatott. A második világháborút követő időszakban több évet állástalanul töltött, majd kisebb-nagyobb kutatói megbízásokat sikerült kijárnia magának: 1952 és 1962 közt a Zenetudományi Intézet, a Magyar Nemzeti Galéria és az Országos Széchényi Könyvtár is foglalkoztatta; 1962-től pedig a Magyar Mezőgazdasági Múzeum munkatársa lett. Nyugdíjazása után sem hagyott fel a kutatói tevékenységgel, sok éven keresztül kutatta és igyekezett feldolgozni a Magyar Országos Levéltár zenetörténeti anyagát.

## Régészeti tevékenysége

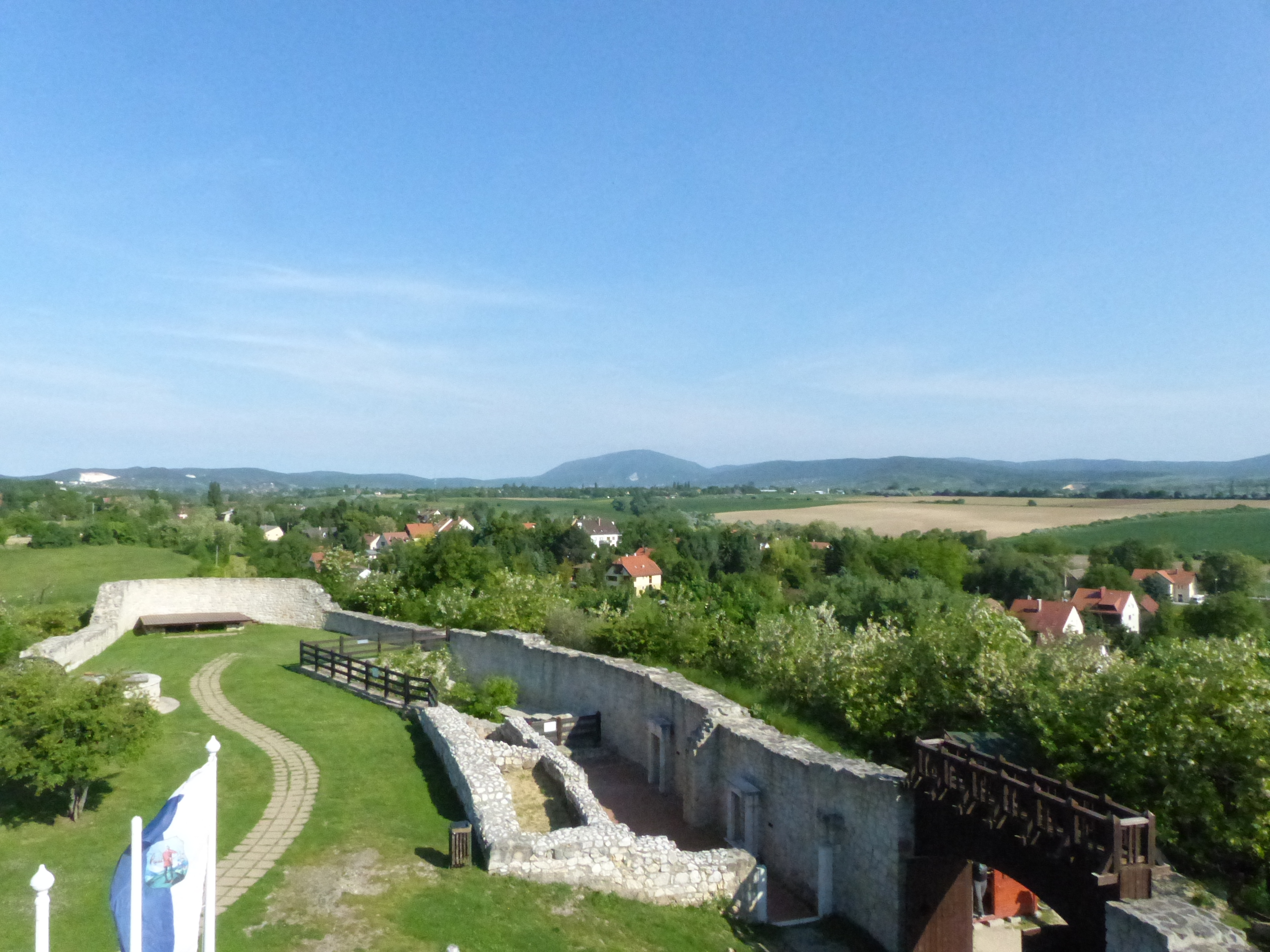
A solymári vár

Még fiatal diák volt, amikor felkeltette figyelmét az otthonától alig egy kilométernyire magasodó solymári Mátyás-domb, amit a helyi svábok népnyelven Sloszpéeg-nek (németül Schlossberg, magyarul Várhegy) neveztek, habár semmiféle épületmaradványra utaló nyom nem volt látható a felszínén. Kezdetben édesapjával közösen próbált régészeti kutatásokba fogni, majd miután több régi okiratban is olyan utalást talált, hogy a területen Mátyás-korabeli vár állt, nekifogott a hegytető felásásának.
Ásatásai nyomán nemcsak a középkori eredetű falak kerültek elő, de kiderült az is, hogy a várdomb és annak közvetlen környéke már a bronzkor idején is lakott hely volt. A helyi leventék tevékeny közreműködésével végzett feltárás több szakaszban, 1928-tól 1943-ig tartott, s e munka eredményeként több évszázad után először rajzolódtak ki ismét az egykori solymári erősség alaprajzi formái. Kutatásai bizonyították, hogy az itt talált romok azonosak annak a vadászkastélynak a romjaival, amelyet feltehetőleg még csáktornyai Lackfi István építtetett, később Zsigmond király, Garai László nádor, Mátyás király és Corvin János is birtokolta.
Miután a kutatómunka létjogosultsága beigazolódott, Valkó többször is próbálta megszerezni hivatalos fórumok segítségét a teljes feltárás és rekonstrukció támogatása, illetve egy, az eredményeket bemutató helyi múzeum létesítése érdekében, de ezen fáradozásai lényegében sikertelenek maradtak. Emiatt úgy határozott, hogy a feltárásokon talált kisebb-nagyobb tárgyakból ezért ő maga rendez be egy magánmúzeumot, várkastélyszerű lakóházában, ez egészen a nyolcvanas évekig üzemelt (halála után a kiállítási anyag nagy része a községi helytörténeti gyűjteményhez került át).
1972-ben alapító tagja lett a Solymári Helytörténeti Társaságnak; tevékenysége elismeréseként 1981-ben megkapta a Solymár Nagyközségért kitüntetést. 1988-ban hunyt el, halála után 31 évvel, 2019. tavaszán a település önkormányzata posztumusz módon a  rendszerváltás után bevezetett új, Solymárért kitüntetést is odaítélte a számára.

## Egyéb tevékenysége
Élete során számos tanulmányt jelentetett meg Solymár településének történetéről, illetve a solymári várról, de ezek mellett jelentősek a fertődi Esterházy-kastéllyal foglalkozó munkái, valamint Haydn-, Liszt- és Erkel-kutatásai is. Fő művei között említendő a Régészeti és történeti emlékek Pest vármegye területén című, 1939-ben megjelent kiadványa, valamint A százéves Operaház válogatott iratai (1984) című könyve. Nagy számú tanulmánya között feltétlenül említésre érdemes még a Mosonyi Mihály zeneszerző életéről írott dolgozata, egy Deák Ferencről szóló népi költemény felfedezését ismertető cikke, és több térképtudománnyal kapcsolatos írása. Fontosabb levéltári kutatásai többek között Toroczkai Wigand Ede szecessziós építész, Hollósy Simon és Aba-Novák Vilmos festők életével kapcsolatosak, jelentős munkát végzett a Wlassics Gyula kultuszminiszter hagyatékában fellelt, korabeli művészektől (Székely Bertalan, Rippl-Rónai József, Madarász Viktor stb.) származó levelek feldolgozásában is.

## Emlékezete

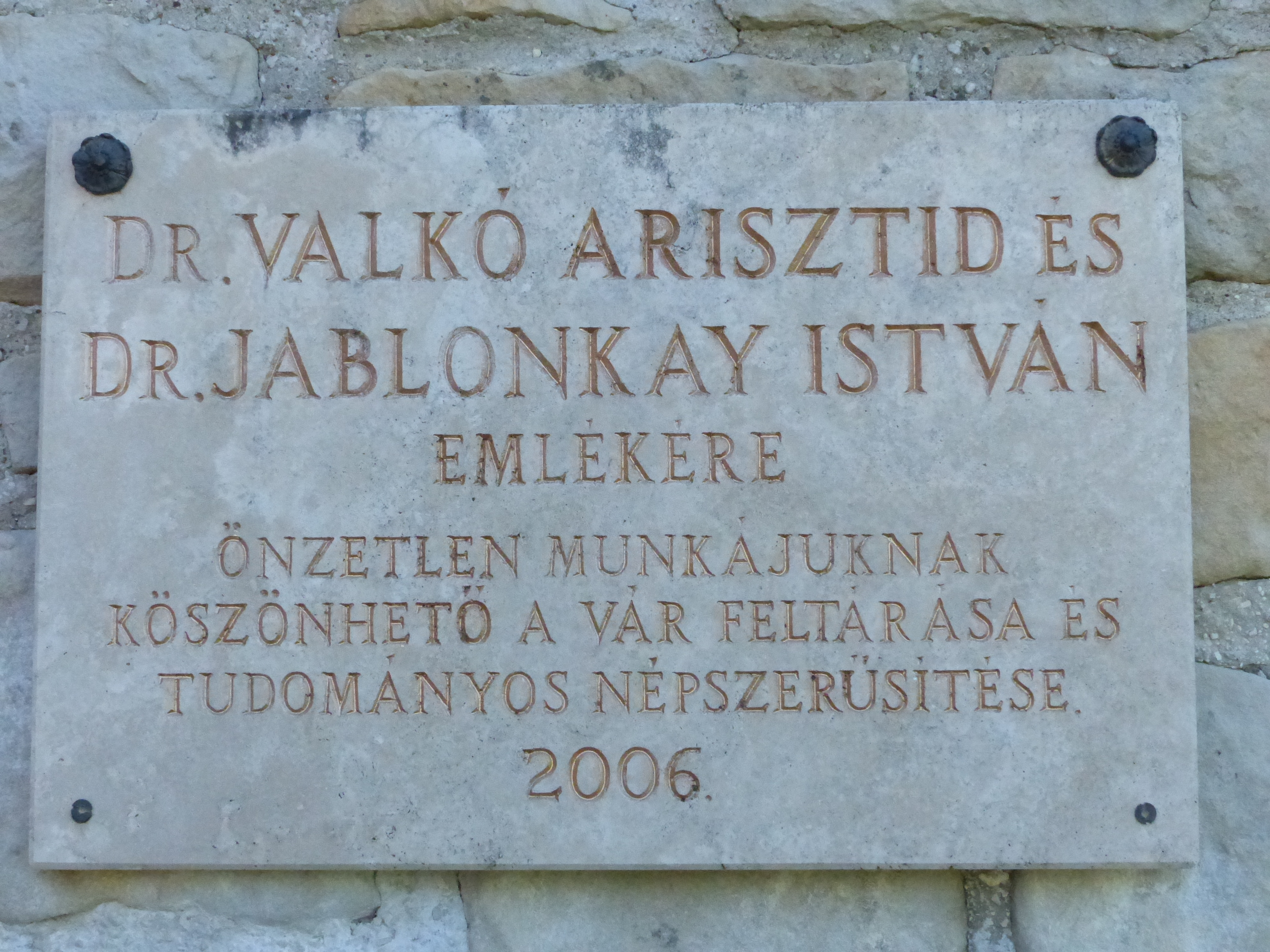
Valkó Arisztid emléktáblája

Régészeti munkásságát emléktábla örökíti meg a Sólyomvár falán.